# Marcel Haëntjens
Pour les articles homonymes, voir Haentjens.
Pour les autres membres de la famille, voir Famille Haentjens.
Marcel Haëntjens, né le 24 juillet 1869 à Saint-Corneille et mort le 2 juin 1915 à Lausanne,, est un joueur de croquet et cavalier français.
Il concourt pour la France aux Jeux olympiques de 1900 dans deux disciplines (croquet et équitation). Sa sœur Jeanne Filleul-Brohy participera également à ces Jeux olympiques.